# Real Santuario Insular de Nuestra Señora de las Nieves
El Real Santuario Insular de Nuestra Señora de las Nieves, se encuentra en el término municipal de Santa Cruz de La Palma (Canarias, España). Es un edificio religioso en el que se encuentra la venerada imagen de Nuestra Señora de las Nieves, patrona de la isla de La Palma junto a San Miguel Arcángel.

## Historia
Se cree que en el lugar conocido como Morro de Las Nieves junto al actual Santuario, los benahoaritas (aborígenes palmeros) daban culto a la imagen de la Virgen. La terracota pudo ser llevada a ese lugar de la isla por expediciones de frailes misioneros mallorquines o catalanes, o bien recogida por los aborígenes en la costa y trasladada al citado Morro de Las Nieves en donde ya existía un santuario nativo. Similar hecho sucedió también con otras imágenes marianas de Canarias, como la Virgen de Candelaria en la cercana isla de Tenerife, que también fue venerada por los aborígenes guanches. 
El documento más antiguo que se conserva con el nombre de "Santa María de las Nieves" lleva fecha del 23 de enero de 1507 y se trata de una Data del Adelantado Don Alonso Fernández de Lugo, donando a la Virgen los solares en los que en 1517 consta estar ya edificado el primitivo templo, ampliado en 1525 y sustituido por el actual en 1646. El templo es elevado a parroquia en el año 1657.
Son numerosos los objetos de valor que posee el Santuario: tallas flamencas, más de un millar de exvotos de diversa tipología en acero, plata, oro y cera, destacando también los realizados en óleo y los fotográficos, abarcando los siglos XVIII al XX; tallas y retablos barrocos en madera sobredorada y altar-trono en plata repujada de los siglos XVII y XVIII; y otras piezas de ornamentación y orfebrería tales como joyas, lámparas, ornamentos litúrgicos, vasos sagrados, etc., de todas las épocas y estilos.
El Real Santuario Insular, que ostenta realeza desde que en el año 1649 fuera acogido por Felipe IV en su Real Patronato, fue visitado por Sus Majestades los Reyes de España don Juan Carlos I y doña Sofía de Grecia el 15 de octubre de 1977, entregándosele en esta ocasión a Su Majestad la Reina el Título, que había aceptado siendo Princesa de España, de "Camarera de Honor de la Santísima Virgen de las Nieves".
El 14 de enero de 2011 se acordó, por unanimidad de todas las fuerzas políticas, la concesión de la Medalla de oro de La Palma al Real Santuario. Así, se reconocía su trascendencia espiritual, cultural y estética y su carácter integrador de los sentimientos de identidad del pueblo palmero acreditados en su larga trayectoria y reconocidos en esta condición por la Iglesia católica y por la Monarquía española. La entrega de dicho galardón fue realizada el 5 de agosto de 2013, festividad de la Virgen de las Nieves.
Desde 2019 es alcaldesa honoraria y perpetua de los catorce municipios de la isla de La Palma, habiendo sido nombrada Regidora Mayor del Cabildo Insular de La Palma desde 2011 y entregándosele el bastón de mando el 5 de agosto de 2020.

## Arte sacro
La imagen de la Virgen de las Nieves (patrona de La Palma), es el principal tesoro del templo, es una talla gótica del siglo XIV, modelada y policromada en terracota, con rasgos del románico en su periodo de decadencia. Está atribuida al imaginero Lorenzo Mercadante de Bretaña, que estuvo activo en Sevilla en la segunda mitad del siglo XIV. Su altura total es de 82 cm. Su vestimenta se fue incrementando con el tiempo, de tal forma que se mantuvieran siempre visibles las manos, costumbre que, sobre todo por la figura del Niño, motivó en 1637 tomar nuevas medidas acerca de cómo vestirla. La imagen tiene signos de rotura, por lo que en la actualidad, las manos y el Niño que se observan son postizos, quedando así su iconografía configurada hasta la actualidad.
De los Países Bajos y del segundo tercio del siglo XVI son las esculturas que configuran el llamado "Calvario del Amparo", uno de los tesoros que se custodian en el templo mariano. El bellísimo Cristo crucificado está considerado uno de los mejores ejemplares de su estilo en el archipiélago. A ambos lados de la cruz, se sitúan las magistrales figuras de la Virgen de los Dolores y San Juan Evangelista. Este Calvario procesiona cada año en Semana Santa el Viernes Santo.
Se conserva una soberbia talla brabanzona (actual Bélgica) del Arcángel San Miguel en el Real Santuario Insular, perteneciente al primer cuarto del siglo XVI. Procede el extinto Convento Real de la Inmaculada Concepción, que se situaba también en Santa Cruz de La Palma. San Miguel ha sido muy representado a lo largo y ancho de la isla de La Palma, pues de hecho, la isla está puesta bajo el patronazgo de este santo y de la Virgen de las Nieves.
Destaca también en el Santuario la imagen de Nuestra Señora de los Ángeles, de origen bruselense del primer cuarto del siglo XVI.

## Otros datos
- El Real Santuario Insular de Nuestra Señora de las Nieves se encuentra hermanado con la Iglesia de Nuestra Señora de las Nieves de Taganana en Tenerife.[6]

## Galería de imágenes

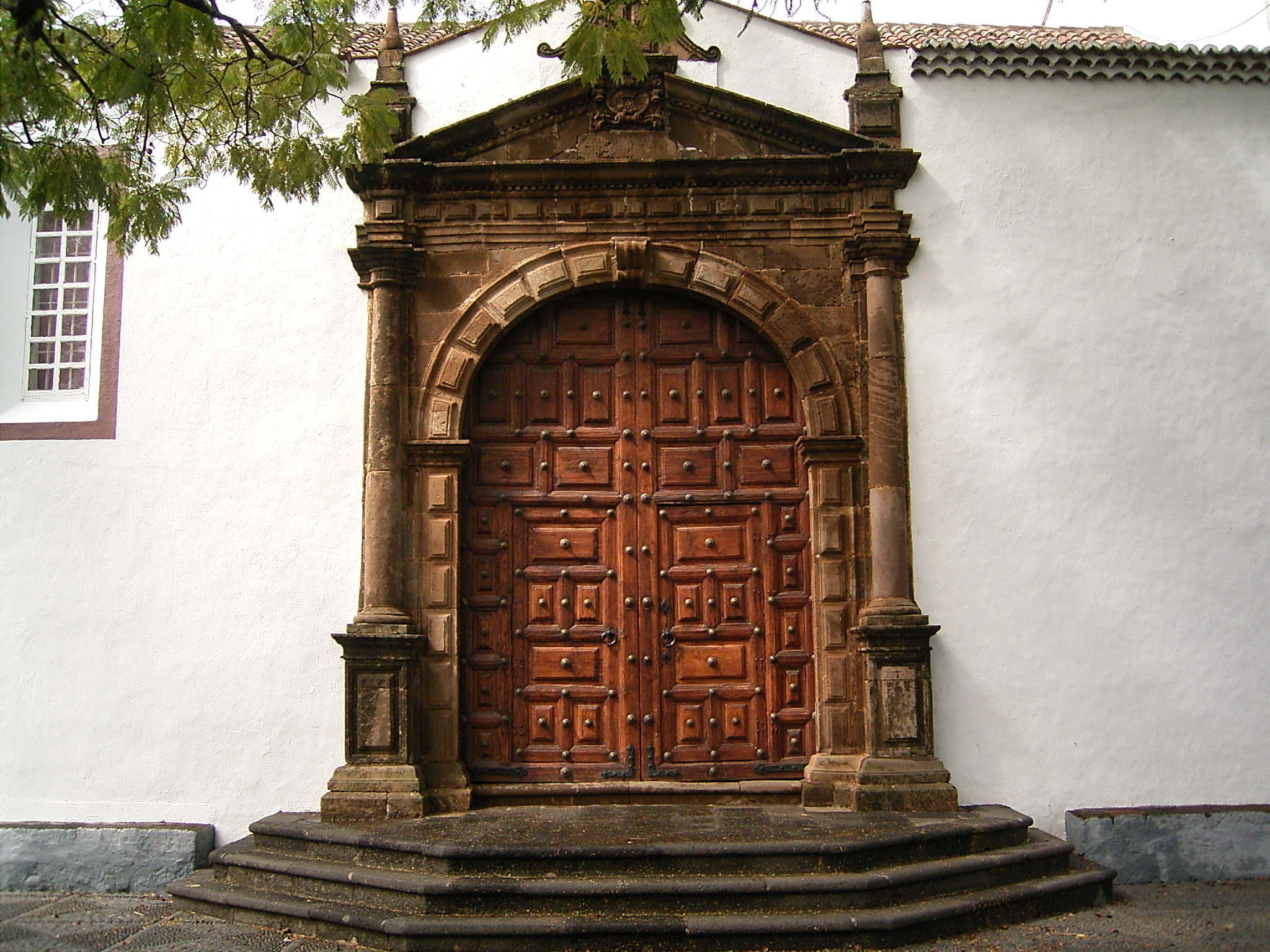
Entrada lateral del Santuario.
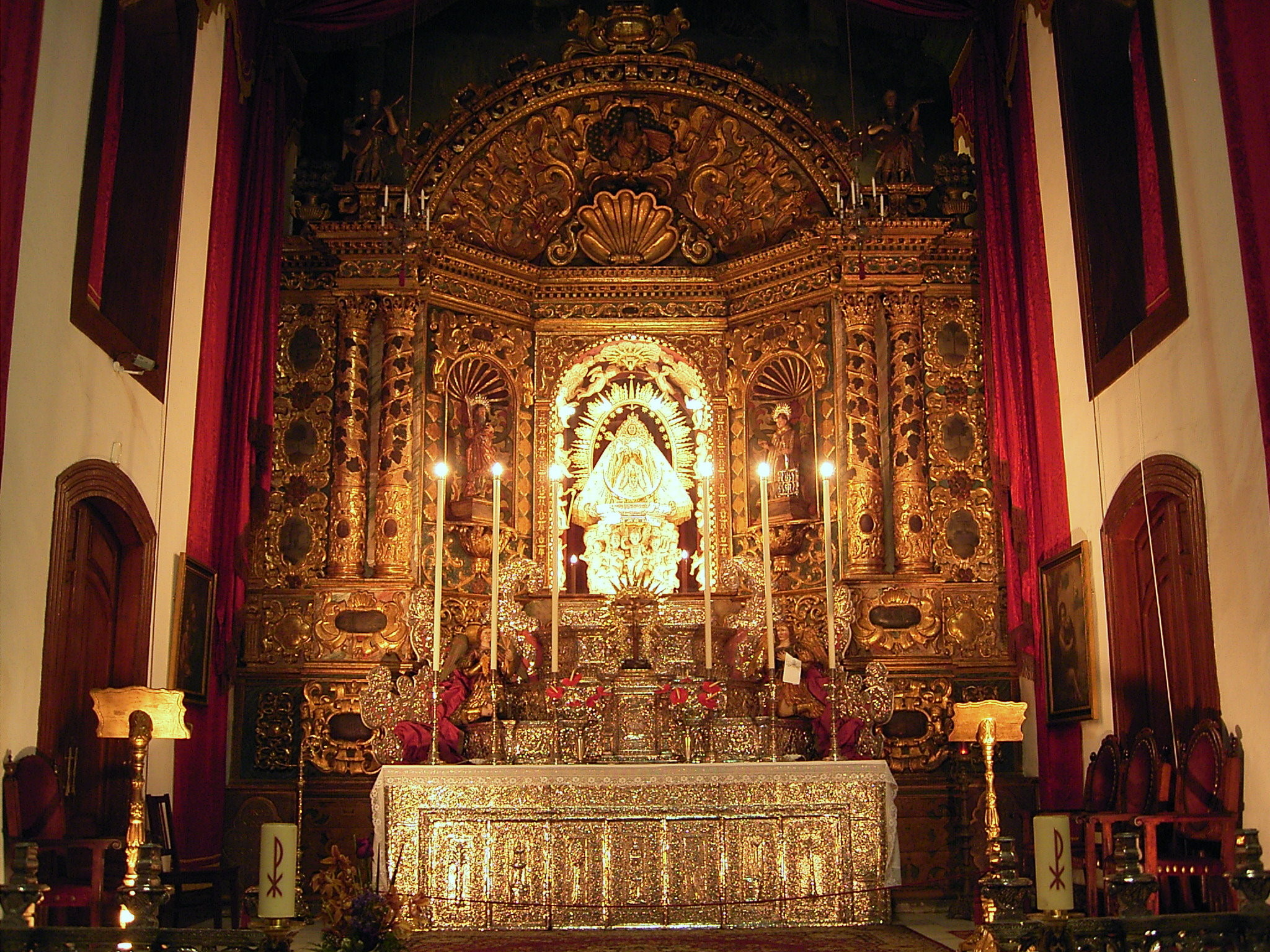
Altar Mayor.
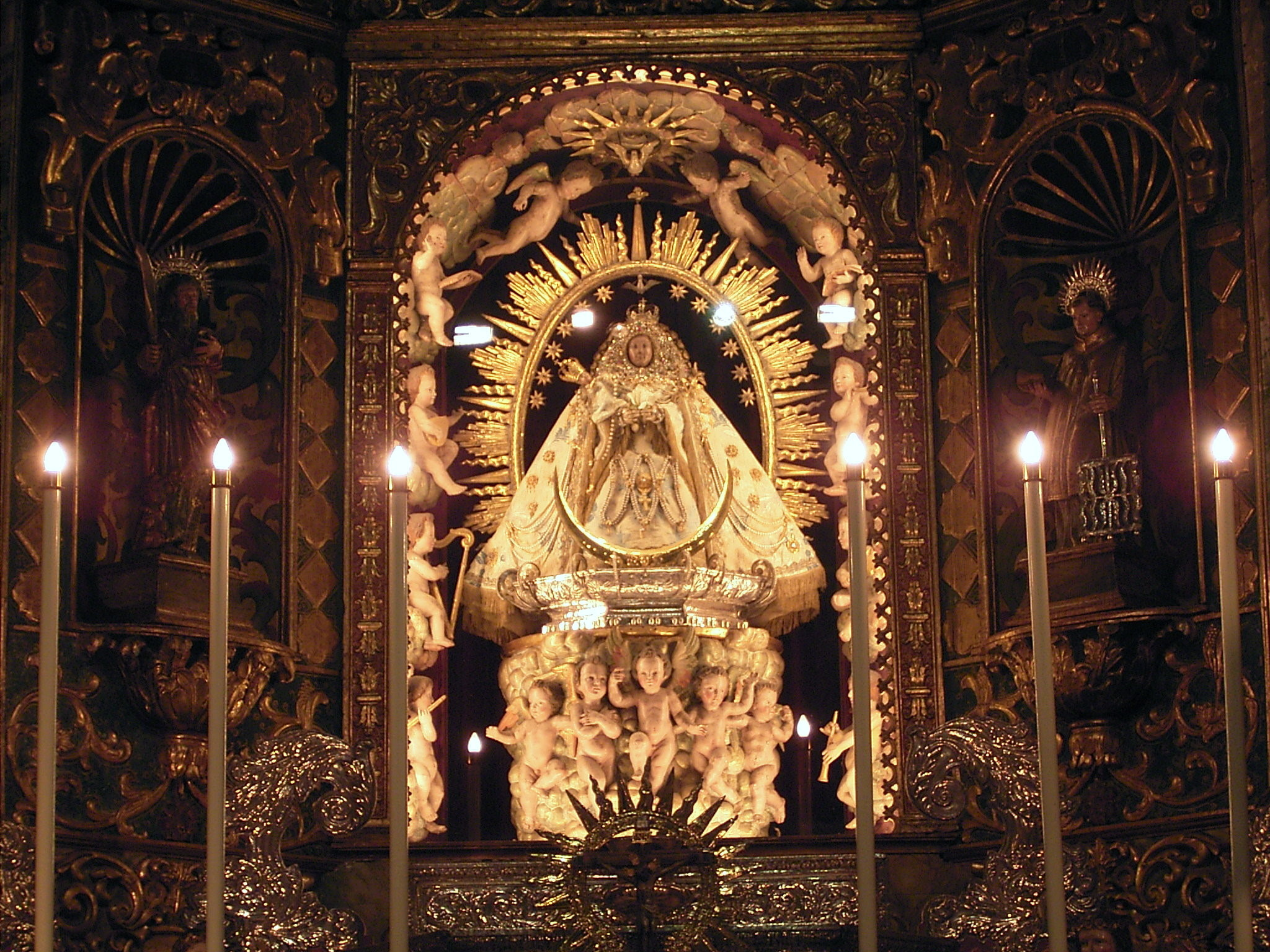
La venerada imagen de la Virgen de las Nieves, patrona de la isla de La Palma.
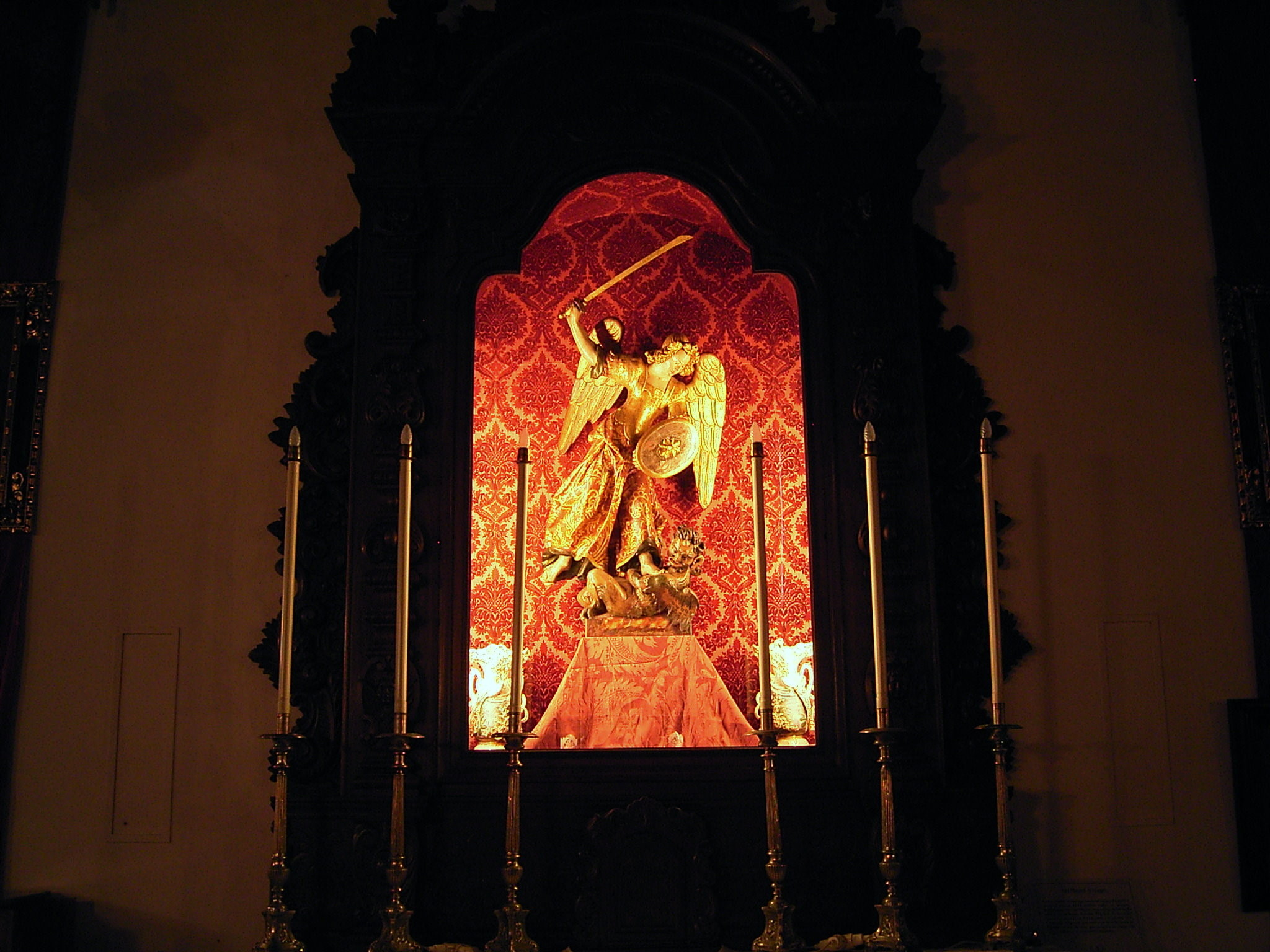
Imagen de San Miguel Arcángel, patrono de la isla.